# Jan-Philipp Sendker
Jan-Philipp Sendker (* 1960 in Hamburg) ist ein deutscher Journalist und Schriftsteller. 

## Leben
Jan-Philipp Sendker wuchs als Kind von Einzelhändlern in Hamburg auf. Nach dem Abitur wurde er freier Journalist. Er war von 1990 bis 1995 Amerika- und von 1995 bis 1999 Asienkorrespondent des Stern. Nach einem weiteren Amerikaaufenthalt kehrte er nach Deutschland zurück. Für seinen zunächst nur mäßig erfolgreichen Debütroman Das Herzenhören fand Sendker einen kleinen Verlag in den USA und das Buch entwickelte sich dort durch Leserempfehlungen zum Bestseller.
Sendker ist mit einer Kunsthistorikerin verheiratet und lebt als freier Autor mit seiner Familie in Potsdam.

## Werke (Auswahl)
- Risse in der großen Mauer. Gesichter eines neuen China. Reportage. Blessing, München 2000; aktualisierte Ausgabe: Heyne, München 2007, ISBN 978-3-453-62016-2.
- Das Herzenhören. Roman. Blessing, München 2002, ISBN 978-3-453-41001-5.
- Das Flüstern der Schatten. Roman. Blessing, München 2007.
- Drachenspiele. Roman. Blessing, München 2009, ISBN 978-3-453-40805-0.
- Herzenstimmen. Roman. Blessing, München 2012, ISBN 978-3-453-40965-1.
- Am anderen Ende der Nacht. Roman. Blessing, München 2016, ISBN 978-3-89667-389-3.
- Das Geheimnis des alten Mönches. Märchen und Fabeln aus Burma. Blessing, München 2017, ISBN 978-3-89667-581-1.
- Die Rebellin und der Dieb. Roman. Blessing, München 2021, ISBN 978-3-89667-628-3.
- Akikos stilles Glück. Roman. Blessing, München 2024, ISBN 978-3896676290

## Kritiken
Birgit Koß: Verschwunden in China